# Forsyth Peak
Der Forsyth Peak ist ein rund 1500 m hoher Berg im ostantarktischen Viktorialand. In der Cruzen Range ragt er 800 m östlich des Loewenstein Peak auf.
Das New Zealand Geographic Board benannte ihn 2005 nach der neuseeländischen Geologin Jane Forsyth, die ab 1988 in fünf Kampagnen an der geologischen Kartierung unter anderem der Willett Range, der Clare Range und des Victoria Valley beteiligt war.